# Shimon Tzabar
Shimon Tzabar (hebreo: שמעון צבר; Tel Aviv, 5 de marzo de 1926 - Londres, 19 de marzo de 2007) fue un miembro de la junta editorial de Israel Imperial News. Él se describió a sí mismo como un "hebreo de habla palestina".[cita requerida]

## Biografía y trayectoria
Hijo de vendedores de aves de corral, fue educado en una escuela religiosa. En su adolescencia, después de unirse inicialmente Ze'ev Jabotinsky de la organización Betar, se convirtió en miembro de la resistencia judía durante el Mandato Británico de Palestina. Militó activamente en las tres organizaciones militares clandestinas judías (Lehi, Irgún y Haganá) que combatieron a los británicos y a los árabes en Palestina antes del estallido de la Segunda Guerra Mundial. Fue detenido por las autoridades británicas y pasó varios meses detenido en Latrun.
Con el establecimiento del estado de Israel, se unió brevemente el Partido Comunista Israelí. Luchó en las primeras tres guerras árabe-israelí: 1948-50, 1956 y 1967. Estuvo firmemente en desacuerdo con la ocupación israelí de los Altos del Golán, Jerusalén Este, Cisjordania y la Franja de Gaza tras la Guerra de los Seis Días.
Tras la finalización de esta contienda se hizo famoso con la publicación en Ha'aretz, junto con 11 cofirmantes, de una protesta por la ocupación de estos territorios. En esta decía:
"Nuestro derecho a defendernos del exterminio no nos da derecho a oprimir a otros. La ocupación implica la dominación extranjera. Dominación extranjera implica resistencia. Resistencia entraña la represión. La represión trae el terror y el contra-terrorismo. Las víctimas del terror son en su mayoría personas inocentes. Someter los territorios ocupados va a convertirnos en una nación de asesinos y víctimas de asesinato. Vamos a salir de los territorios ocupados de inmediato".
Posteriormente, abandonó Israel en señal de protesta, para establecerse en Inglaterra. Tzabar fue columnista durante varios años del diario Ha'aretz y el semanario Ha'olam Haze. También publicó 27 libros en hebreo, que incluyen obras de ficción, viajes, libros infantiles y poesía.
En 2004 Michelín amenazó con demandarle por infracción de marca, después de que publicó un estudio de las cárceles de Israel bajo el título "Mucho mejor que la guía Michelín oficial. Una guía de las prisiones israelíes, cárceles, campos de concentración y cámaras de tortura".
Además fue un pintor destacado y un erudito en micología, campo en el que logró identificar una nueva especie de hongo.